# Paul Troost
Paul Ludwig Troost (Elberfeld, 17 agosto 1878 – Monaco di Baviera, 21 gennaio 1934) è stato un architetto tedesco.
Il capomastro preferito di Adolf Hitler del 1930, i suoi disegni neoclassici per la Führerbau e la Haus der Kunst di Monaco influenzarono lo stile dell'architettura nazista.

## Biografia
Nacque a Elberfeld, Troost frequentò il Technical College di Darmstadt e, al termine del suo corso, lavorò con Martin Dülfer a Monaco. Verso il 1904 aprì il proprio studio di architettura e divenne membro dell'associazione modernista Deutscher Werkbund. Troost progettò diverse stanze del Cecilienhof Palace a Potsdam; si laureò nel design degli arredi per navi a vapore per la compagnia di navigazione Norddeutscher Lloyd prima della prima guerra mondiale, e gli accessori per gli appariscenti transatlantici come la SS Europa.
Estremamente alto, dall'aspetto riservato, dalla Westfalia e dalla testa rasata, Troost apparteneva a una scuola di architetti come Peter Behrens e Walter Gropius. Nel 1924 si sposò con la collega Gerdy Andresen.

### Accordo con Hitler
Troost e Hitler si incontrarono per la prima volta nel 1930, attraverso l'agenzia dell'editore nazista Hugo Bruckmann e sua moglie Elsa. Anche se, prima del 1933, non apparteneva al gruppo principale degli architetti tedeschi, Troost divenne il primo architetto di Hitler il cui stile neoclassico divenne per il momento l'architettura ufficiale del Terzo Reich. Il suo lavoro riempì di entusiasmo Hitler, fino a fargli progettare edifici statali e municipali in tutta la Germania.
Nell'autunno del 1933 fu incaricato di ricostruire e riammodernare le abitazioni di Hitler nella Cancelleria del Reich a Berlino. Insieme ad altri architetti come Ludwig Ruff, Troost progettò e costruì edifici statali e municipali in tutto il paese, inclusi nuovi uffici amministrativi, edifici sociali per lavoratori e ponti presso le principali autostrade. Tra le tante strutture che progettò prima della sua morte, ci furono la Haus der Kunst (Casa dell'arte tedesca) e gli Ehrentempel (Templi dell'onore) a Monaco.
Hitler ha conferito, postumo, il premio nazionale tedesco per l'arte e la scienza a Troost nel 1937.